# Wandowo (Czartówek)
Wandowo – część wsi Czartówek w Polsce, położona w województwie wielkopolskim, w powiecie konińskim, w gminie Skulsk.
W latach 1975–1998 Wandowo administracyjnie należała do województwa konińskiego.